# Leucauge meruensis
Leucauge meruensis este o specie de păianjeni din genul Leucauge, familia Tetragnathidae, descrisă de Tullgren, 1910. Conține o singură subspecie: L. m. karagonis.